# 吴应豫
吴应豫（？—？），清朝人，是一名清朝政治人物。
吴应豫曾于1706年接替黄洽选任嘉定县知县一职，1707年由冯联芳接任。